# Kate Raworth
Kate Raworth (1970) è un'economista inglese che lavora per l'Università di Oxford e per l'Università di Cambridge.
È nota per il suo lavoro sulla cosiddetta "economia della ciambella", che interpreta come un modello economico in equilibrio tra bisogni umani essenziali e limiti planetari.

## Biografia
La Raworth ha conseguito una laurea in Politica, filosofia ed economia con il massimo dei voti presso l'Università di Oxford e quindi un master in Economia dello sviluppo. Dopo vent'anni di lavoro per le Nazioni Unite e Oxfam, è attualmente Senior Research Associate, tutor e membro del comitato consultivo dell'Environmental Change Institute dell'Università di Oxford. È anche Senior Associate presso il Cambridge Institute for Sustainability Leadership.
Nel 2017 ha pubblicato il saggio L'economia della ciambella, una controproposta al pensiero economico dominante che formula le condizioni per un'economia sostenibile: in questo libro auspica la riconsiderazione dei fondamenti della scienza economica. Invece di concentrarsi sulla crescita dell'economia, si concentra su un modello in cui si possa garantire che tutti sulla Terra abbiano accesso ai propri bisogni di base, come cibo e istruzione adeguati, senza limitare le opportunità per le generazioni future proteggendo il nostro ecosistema. Il libro è stato inserito nella lista dei finalisti del Financial Times and McKinsey Business Book of the Year Award 2017.

## Opere
- Kate Raworth, L'economia della ciambella: sette mosse per pensare come un economista del XXI secolo [Doughnut Economics: Seven Ways to Think Like a 21st-Century Economist], traduzione di Erminio Cella, Milano, Edizioni Ambiente, 2017  [2017],  p. 304, ISBN 978-88-6627-209-0.